# Van der Lijn-reservaat
Het Van der Lijn-reservaat is een geologisch reservaat gelegen in het Urkerbos in de Noordoostpolder bij de Nederlandse plaats Urk. 
Het gebied is 2,5 hectare groot en vanwege de kwetsbaarheid alleen toegankelijk met begeleiding. Beheerder is Het Flevo-landschap. Het reservaat is genoemd naar de nestor van de amateurgeologie Pieter van der Lijn (1870-1964) die in een vroeg stadium na het droogvallen van de Noordoostpolder - in 1942 - de waarde van het gebied onder de aandacht van de autoriteiten bracht.

## Stenen
Het belang van het gebied bestaat uit het keileem en de zwerfstenen die hier worden aangetroffen. Dit materiaal heeft in de voorlaatste ijstijd circa 150.000 jaar geleden met een gletsjer een 1.200 kilometer lange tocht afgelegd van Scandinavië naar hier. Dat gebeurde met een snelheid van 100 meter per jaar, verplakt in ijs of rollend tussen het ijs en de bevroren bodem. 
De eindmorene die na het terugtrekken van de gletsjer achterbleef kwam op deze plek in 1942 aan het licht na de drooglegging van de Noordoostpolder. Het totale gebied met geologische bijzonderheden uit het Saalien is 300 hectare groot. Twee amateurgeologen, D. de Waard en P. van der Lijn, ontdekten op de drooggevallen bodem van het IJsselmeer de massale aanwezigheid van zwerfstenen. Ze begrepen de wetenschappelijke betekenis van wat ze aantroffen en ijverden met steun van de bekende natuurhistoricus Jac. P. Thijsse voor de instandhouding en bescherming van het gebied. Dit leidde in 1954 tot de aanwijzing van twee hectare als eerste geologisch reservaat in Nederland. De rest werd bestemd tot productiebos, het huidige Urkerbos.

## Planten
Op de ondoorlaatbare keileembodem groeien verschillende hiervoor specifieke planten, zoals de liggende ganzerik, duizendguldenkruid en het donderkruid. In de jaren 1970 is een aantal bij dit biotoop passende jeneverbesstruiken aangeplant. De vegetatie wordt echter laag gehouden zodat de verspreid liggende stenen zichtbaar blijven.

## Monument
Het Van der Lijn-reservaat is een aardkundig monument. De stenen liggen er bijna allemaal nog precies op dezelfde plek als waar de gletsjer ze heeft achtergelaten. Ze zijn niet zeldzaam, want ze worden elders in Nederland vaker gevonden. De ongerepte ligging is echter enig. Omdat het gebied erg kwetsbaar is en grote wetenschappelijke waarde heeft, is het niet toegankelijk voor publiek. Op aanvraag is een excursie onder begeleiding mogelijk. Elders in de Noordoostpolder, in De Gesteentetuin bij Schokland, kan een indruk worden verkregen van een morene zoals die bij Urk is aangetroffen en sindsdien wordt beschermd.

## Afbeeldingen

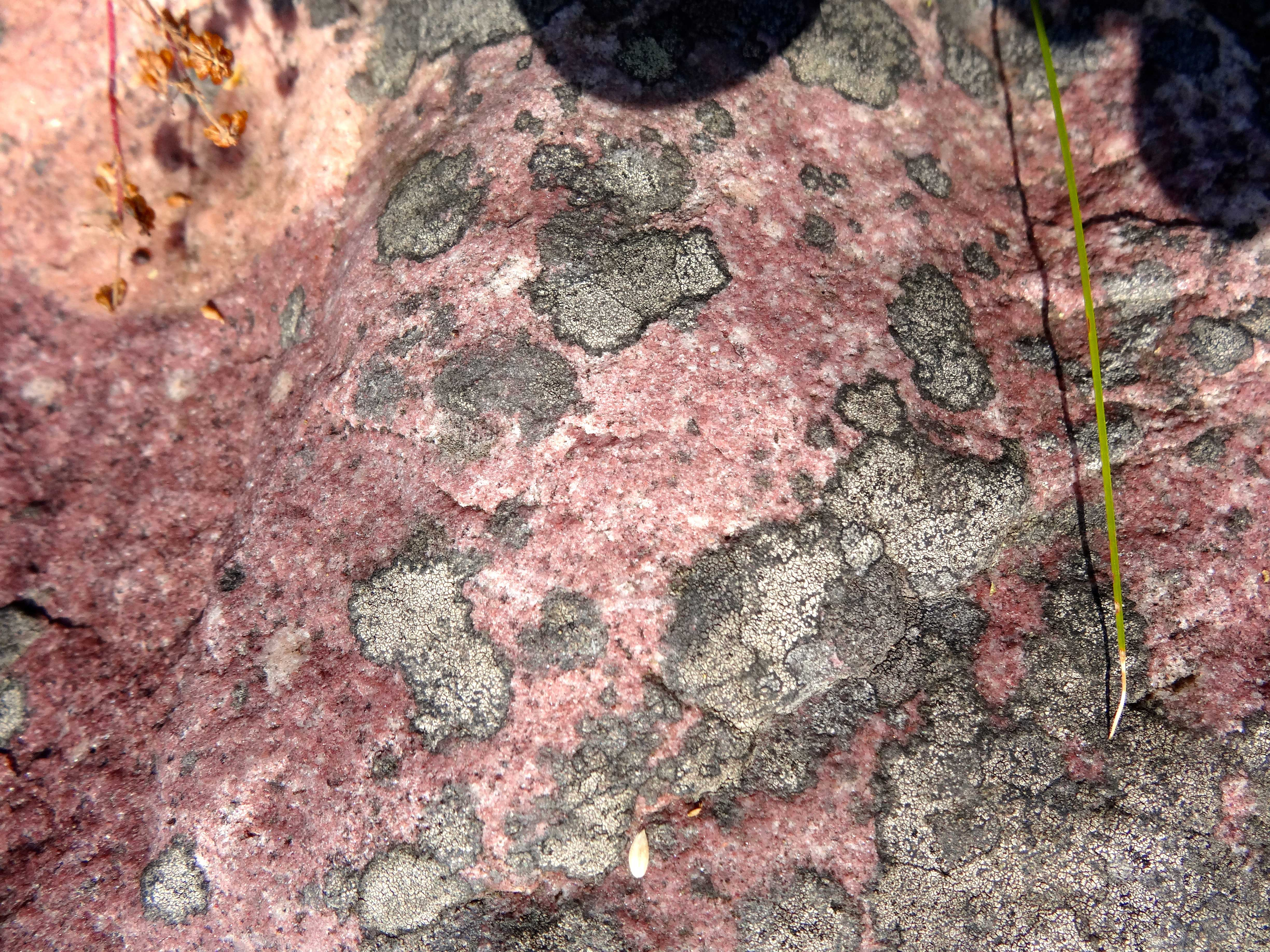
Van der Lijn-reservaat
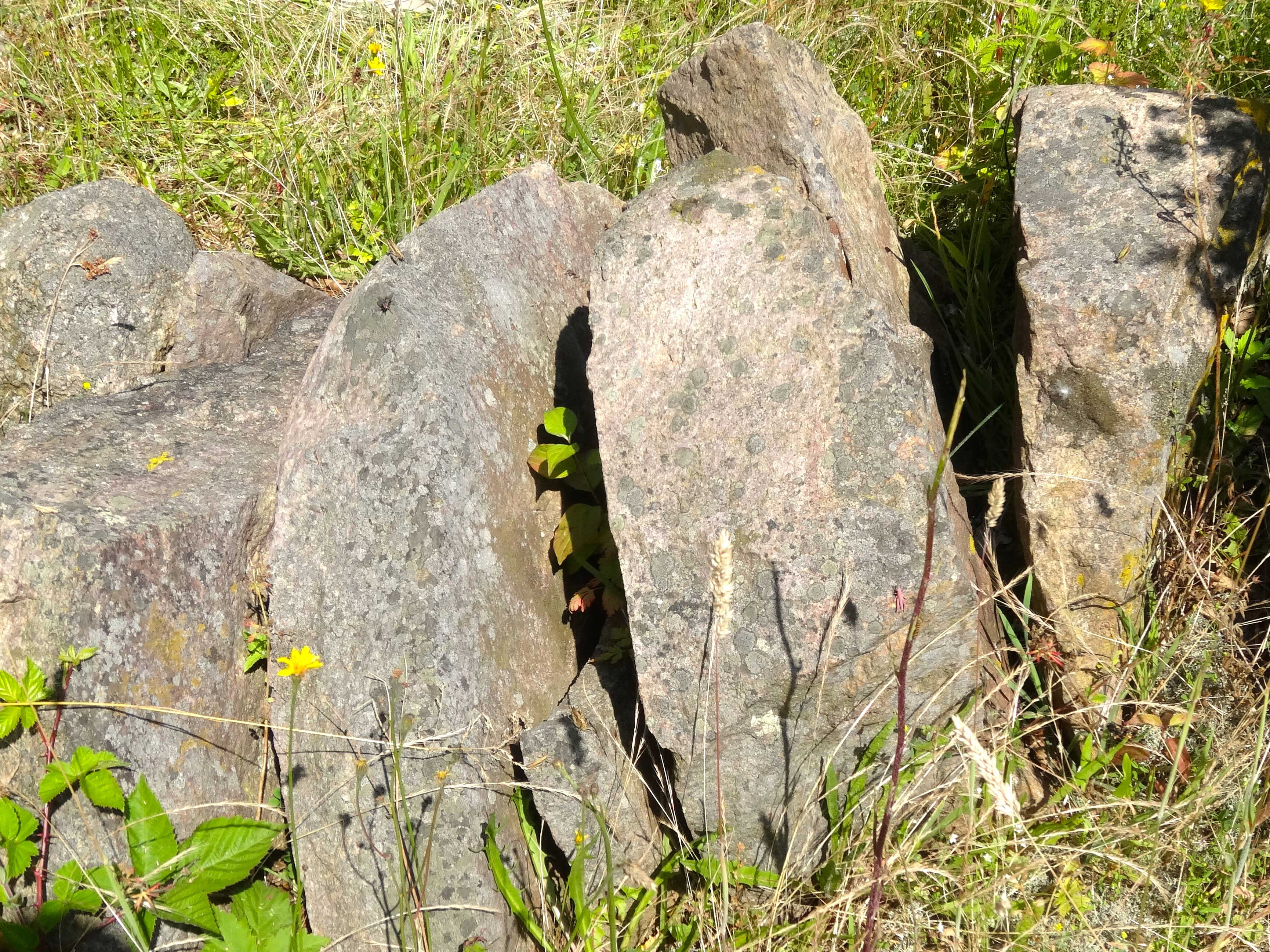
Van der Lijn-reservaat ("Trollenbrood")
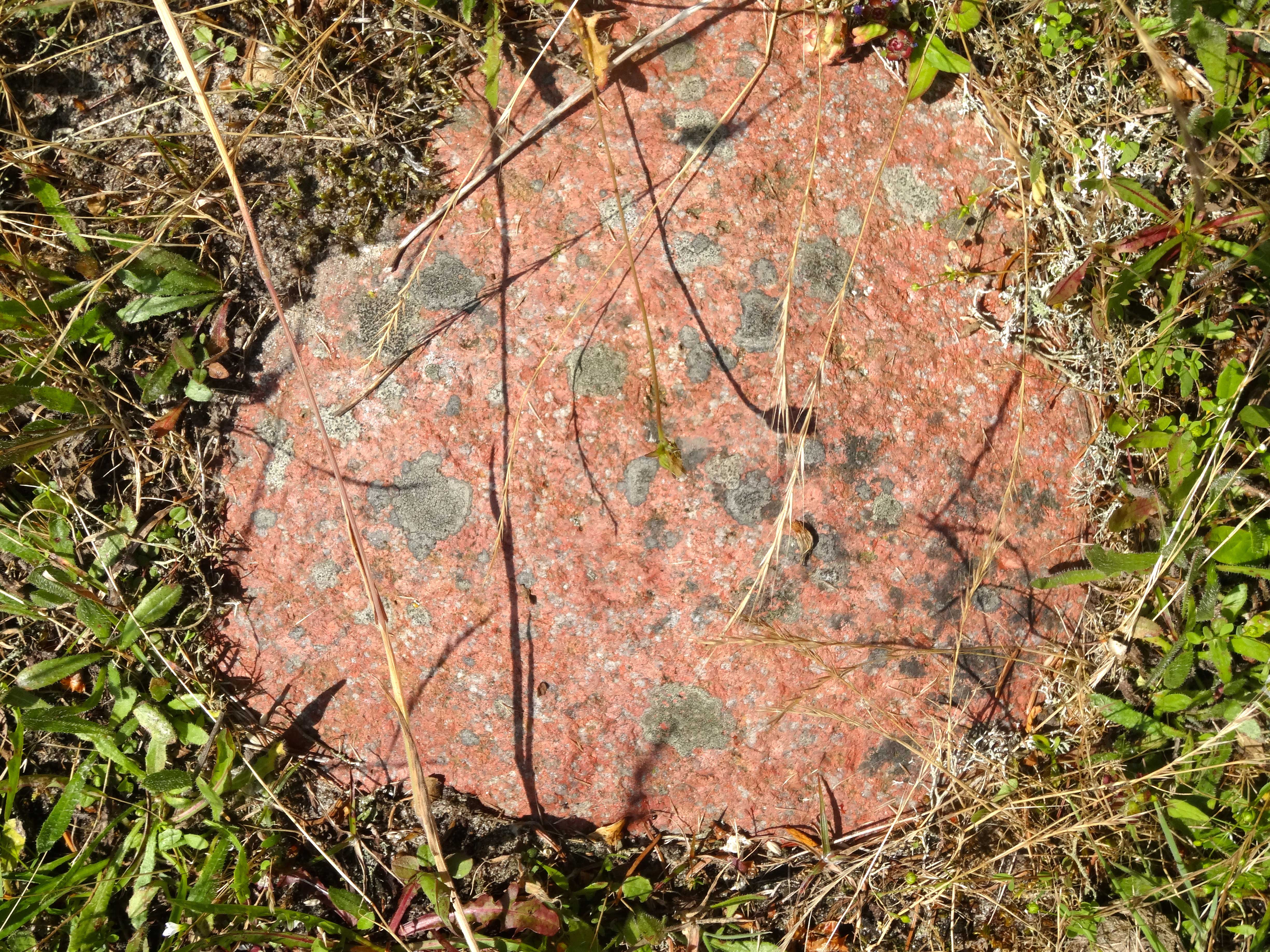
Van der Lijn-reservaat